# Symbolique des animaux
 (juillet 2009).
Si vous disposez d'ouvrages ou d'articles de référence ou si vous connaissez des sites web de qualité traitant du thème abordé ici, merci de compléter l'article en donnant les références utiles à sa vérifiabilité et en les liant à la section « Notes et références ».
Le symbolisme des animaux concerne les animaux dans leur capacité à désigner, à signifier, voire à exercer une influence en tant que symbole. L'animal en général a son symbolisme (il représente l'instinct) et chaque animal aussi (le lion représente la majesté, le corbeau l'intelligence). Sous peine de délire ou d'arbitraire, la symbolique des animaux reste dans le cadre du règne animal et tient compte des caractéristiques de l'animal[Quoi ?]: il est vivant, il respire, il a de la mobilité, il est sensible, il se reproduit.

## Distinctions
- Animaux réels ou fictifs: la licorne, le phénix relèvent de l'imaginaire. Animaux présents ou disparus: le mammouth n'existe plus. Animaux sauvages ou domestiques. Animaux vivant sur la terre, dans l'eau, dans les airs. Animaux sacrés, tabous ou profanes: le porc est tabou chez le juif ou le musulman. Etc.
- Symbole, symbolique, symbolisme, symbologie. Symbolique et symbolisme sont liés. 1) "Le symbole est un signe concret évoquant par un rapport naturel quelque chose d'absent ou d'impossible à percevoir" (André Lalande, Vocabulaire technique et critique de la philosophie). 2) Le symbolisme des animaux concerne d'une part leur capacité à signifier, peut-être à agir, influencer, activer, d'autre part leur statut à être interprétés. 3) La symbolique des animaux concerne le système signifiant des animaux: d'une part, ils forment ensemble un système, un tout, un ensemble, un complexe, d'autre part, chacun entre dans un réseau (chacune appelle son opposé, son proche, etc.). 4) La symbologie est la théorie: histoire, usages, valeurs…
- Syntaxe, sémantique, pragmatique. L'approche sémiotique, depuis Charles W. Morris[1], examine trois points de vue, qui peuvent s'appliquer aux animaux: 1) la syntaxe (les rapports entre animaux), 2) la sémantique (le sens des animaux, ce qu'ils désignent indirectement, par analogie naturelle) [soit relation signifiant/signifié, soit relation signe/référent], 3) la pragmatique (l'utilisation symbolique des animaux dans une situation de communication).

## Système des animaux
Une symbolique implique un système, c'est-à-dire une complexité variée (elle comporte plusieurs éléments), interactive (ses éléments agissent les uns sur les autres), organisée (elle obéit à un ordre, tel que succession, priorité), totale (quand on modifie un élément les autres sont modifiés) et finalisée (elle vise un but, en général la signification). Les animaux, même symboliques, forment système, par exemple sur le mode de la sympathie ou de l'antipathie. Le premier occultiste d'Occident, Bolos de Mendès, vers 200 av. J.-C., soutient ceci: « L’animal antipathique du basilic est la belette domestique. Si la belette le trouve devant sa tanière, elle met le basilic en pièces. Telle est la force de l’antipathie. »

## Dans la culture générale
Les symboles animaux reflètent des valeurs sociales spécifiques dans différentes cultures. Par exemple, le dragon en Chine est considéré comme un symbole de pouvoir et de sagesse (comme « la tête de dragon et la queue de serpent »), représentant le pouvoir impérial et le bon augure, tandis qu'en France, le renard est souvent utilisé pour décrire la ruse ; ou la sagesse (comme « Rusé comme un renard »).

## Analogies et correspondances

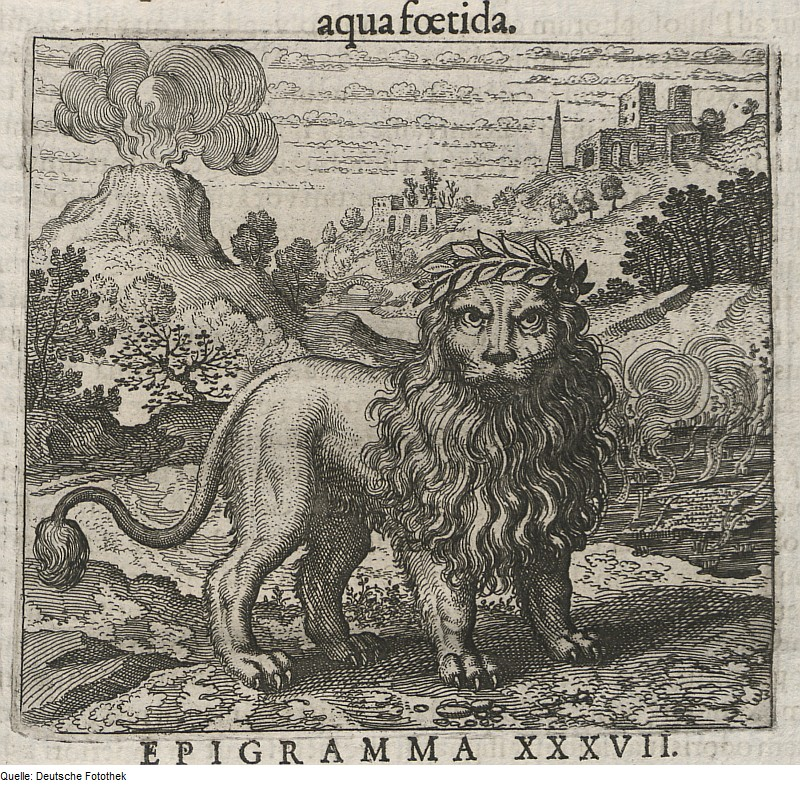
Le lion vert, symbole alchimique du vitriol (gravure de Théodore de Bry).

Pour saisir le symbolisme d'un animal, il est souvent pertinent de noter les correspondances établies ou les synesthésies ressenties.
Animaux et astres. L'astrologie fait un lien entre les Signes du Zodiaque (pas tous) et des animaux: Bélier, Taureau, etc. Eudoxe de Cnide, sous influence chaldéenne, associe les douze dieux aux signes du zodiaque (Bélier/Athéna, Taureau/Aphrodite, Gémeaux/Apollon, Cancer/Hermès, Lion/Zeus, Vierge/Déméter, Balance/Héphaïstos, Scorpion/Arès, Sagittaire/Artémis, Capricorne/Hestia, Verseau/Héra, Poissons/Poséidon), et les douze signes zodiacaux et les douze mois attiques Bélier/élaphèbolion mars, Poissons/anthestèrion février).
Animaux et nombres. Il y a des animaux à deux pattes, quatre, six (insectes), huit (araignées, scorpion), dix (crustacés). On trouve des animaux avec un seul œil (daphnie), deux, quatre (poisson-papillon). Etc.
Animaux et points cardinaux. En Chine, les "quatre animaux" (chinois: 四獸, pinyin: sì shòu) sont les symboles et les gardiens des quatre orients: on trouve le dragon azur à l’Est (Bois), la tortue noire au Nord (Eau), le tigre blanc à l’Ouest (Métal), l’oiseau vermillon au Sud (Feu), la licorne jaune au Centre (Terre).

## Quelques animaux
On peut vouloir traduire, allégoriquement, un animal en termes de qualité, de sens : par exemple, chien = fidélité. Bien entendu, l'exercice est risqué, peut-être même sans signification, parce que les symboles ont plusieurs sens (parfois même contraires), parce que les symboles changent de sens selon les cultures, parce que le sens d'un symbole n'est jamais indépendant des symboles qui l'entourent (le chien comme symbole change de sens selon qu'il est confronté au chat ou au loup). Voici le symbolisme de certains animaux selon un site occidental (Lamorgane).
| Animaux        | Significations |
| -------------- | --- |
| Abeille        | La chasteté, la virginité, la vertu, l'éloquence, le travail d’équipe. |
| Agneau         | L'innocence et la timidité. |
| Aigle          | L'esprit, la supériorité et la domination, le pouvoir impérial (Europe / États-Unis). |
| Âne            | L'entêtement et l'ignorance |
| Baleine        | La mémoire, l’immortalité et la sagesse. |
| Biche          | La douceur, l'innocence, la sensibilité, la vigilance, la timidité et l'amitié. |
| Bison          | L'abondance (autochtones) |
| Castor         | Le bâtisseur, l'être d'action. |
| Chat           | - En Égypte antique : la force, l'aide à l'homme, et l'agilité. - Au Moyen Âge, en Europe : le Diable. - En France : selon les régions, la malchance et le mal et sinon la protection contre le mauvais œil. - Au Japon c'est un porte-bonheur. - Au Royaume-Uni : la chance.             |
| Cerf           | La prudence, la royauté et la monarchie, le christ (au moyen-âge), le cycle vie-mort-renaissance et la résurrection. |
| Cheval         | La puissance et le mouvement. |
| Chevreuil      | La douceur. |
| Chien          | La fidélité. |
| Cigogne        | La vigilance et la piété filiale (amour envers les parents). |
| Corbeau        | La magie, l'escroquerie, la manipulation et la tromperie, les messages de l’au-delà. |
| Crocodile      | La force, le cycle vie-mort-renaissance, la protection du savoir, l'intelligence, la patience et la discrétion. |
| Coyote         | L'illusion. |
| Cygne          | La grâce, la pureté, l'amour, la beauté, le rêve, l'élégance et la douceur. |
| Dauphin        | Le souffle-énergie, la régénérescence. |
| Écureuil       | L'approvisionnement, la prévoyance, l'agilité, la vivacité et l'indépendance. |
| Élan           | L'endurance. |
| Éléphant       | La sagesse, la dignité, la mémoire, la longévité, l’intelligence. |
| Faucon         | Le messager. En Égypte antique : Dieux (Ra, Horus), la victoire, supériorité, et l'espérance. |
| Fourmi         | Le travail minutieux et collectif, la patience, la discipline. |
| Hermine        | La royauté, l'esprit sauvage |
| Hibou/chouette | La sagesse, le flair, la tristesse, la réflexion, l'intelligence, a la faculté de voir l'au-delà. En Égypte antique : la nuit, la sagesse et les connaissances (la philosophie). En Chine : Le yang et la violence. Chez les romains : Mort prochaine, la magie noire, et la sorcellerie. |
| Hyène          | Le mal, la mort, la méchanceté, l'obscurité. |
| Lapin          | La peur, la renaissance et l'équilibre. |
| Libellule      | L'illusion. |
| Lion           | La monarchie, la majesté, la force et la suprématie |
| Loup           | Le maître, le guide, la famille, l'instinct. |
| Loutre         | La féminité, la joie et l'amusement. |
| Lynx           | Le secret, la perception, la vue, et le mystère. |
| Mouche         | L'insistance et la sagesse |
| Mouton         | La naïveté et l’abondance. |
| Musaraigne     | Le chaos et la destruction puis la renaissance, l'obscurité et les ténèbres. |
| Ours           | La force et la sagesse. |
| Paon           | Le paraitre, la futilité. |
| Papillon       | La transformation, le changement, la sociabilité. |
| Poissons       | L’équilibre, la régénération, la fertilité. |
| Porc-épic      | La foi et la confiance, l'innocence. |
| Poule          | La loquacité et la suffisance |
| Putois         | La réputation, la confiance en soi. |
| Puma           | La sagesse, l'intelligence et la patience. Les pouvoirs du Chef. |
| Renard         | Le camouflage, la malignité, la ruse et l’intelligence. |
| Scarabée       | En Égypte antique : Le renouveau, la résurrection, le cycle du Soleil, Dieu Khépri. |
| Serpent        | La transmutation, la transformation, la prudence, la tentation, le mal, le péché, le cycle vie-mort-renaissance. |
| Souris         | L'examen, le travail minutieux, l’économie. |
| Tortue         | La Terre, l'âge. |
| Vache          | La fertilité et l'abondance. |

## Dans les religions
- Il semble certain que l'on doive rechercher l'origine d'un culte taurin dès l'aurignacien: le bos primigenus (auroch) est l'animal qui a toujours représenté la force mâle et l'objectif premier des chasseurs. Les sanctuaires rupestres de la préhistoire montrent de nombreuses représentations d'animaux. André Leroi-Gourhan réunissait 2118 figures d'animaux répartis sur 66 sites choisis sur 110[8]. Des animaux occupent une position centrale: bisons, aurochs-taureaux, chevaux et hemiones, mammouths; ce sont de grands herbivores. Les petits herbivores s'installent à l'entrée ou au fond: bouquetins, cerfs. Les animaux les plus féroces émergent aux endroits périphériques ou reculés: félins, ours, rhinocéros. Il existe différentes associations d'animaux, comme bison-cheval, ou des associations hybrides et "bijectives" bison-femme ou cheval-homme. Henri Breuil a insisté sur les "sorciers", personnages masqués à tête animale (oiseau, bison, cerf, cheval…), à Lascaux (16000 av. J.-C.), aux Trois-Frères, au Gabillou, etc.[9].
- Pour l'époque néolithique, on trouve à Çatal Höyük, dans un sanctuaire datant du VIIe millénaire av. J.-C., des peintures de taureaux noirs. Le taureau servait d'attribut et de monture à une divinité mâle, parèdre de la déesse-mère. La Déesse-Mère du néolithique (Catal Hüyük, Sesklo, Lepenski Vir…) est parfois maîtresse des animaux et de la chasse, il n'est pas rare qu'elle ait pour attribut léopard, bovin, chien, ours, daine, hérisson, tortue, poisson, crapaud, serpent, oiseau, abeille ou papillon.
- En Égypte, dès les premières dynasties (3000 av. J.-C.), le taureau devint le grand dieu. Sur la palette du roi Narmer il attaque une ville fortifiée. Le taureau sacré d'Héliopolis était appelé Mnévis. Une vache était consacrée à Hathor à Dendera, des béliers à Amon, à Thèbes, à Mendès, où il personnifiait la fusion entre Ré et Osiris. Les chats sacrés de Bastet à Bubastis, les ibis et les babouins de thot à Hermopolis, les crocodiles de Sobek à Crocodilopolis et Kom Oombo sont parmi les animaux sacrés les plus connus[10].
- Selon Roberte Hamayon[11], le chamane sibérien nourrit des entités appelées « ongons » : animaux apprivoisés (aigle, corbeau, écureuil, renardeau, louveteau, hibou), soit des êtres naturels (arbres, lacs, rochers), soit des parties du corps animal (tête, plumes, dents), soit enfin des objets fabriqués présentant des animaux ou des humains. L’alliance avec les esprits animaux est mis en scène dans les rituels d’obtention de la chance à la chasse, sous la forme de danses et de jeux qui imitent des conduites animales d’accouplement et de combat (pour éliminer les mâles rivaux).

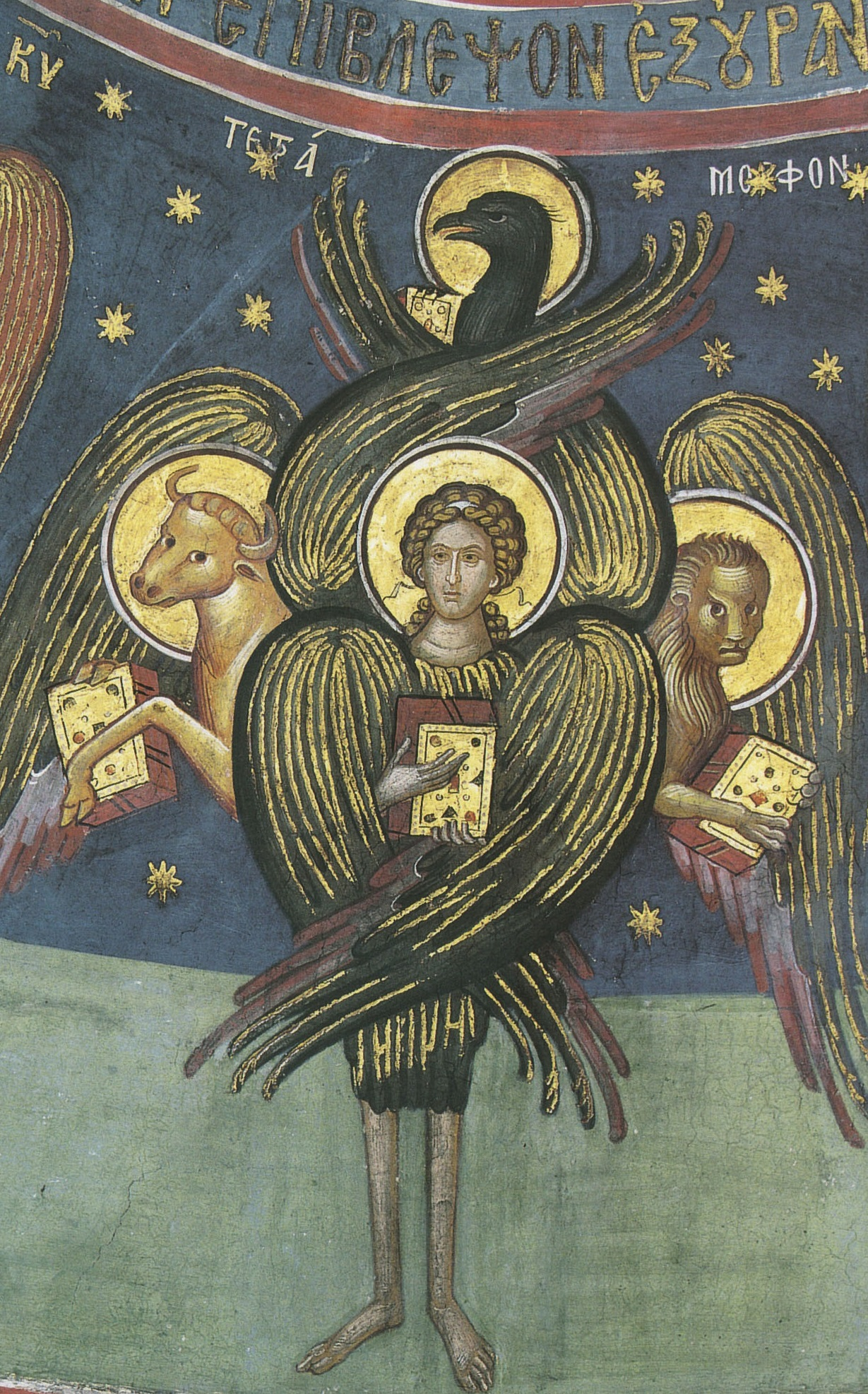
Fresque tétramorphe dans l'un des monastères des Météores en Thessalie.

- Le tétramorphe, ou les « quatre vivants », ou encore les « quatre êtres vivants », représente les quatre animaux ailés tirant le char de la vision d'Ezéchiel (I, 1-14). On les retrouve dans l'Apocalypse de Jean (IV, 7-8). Plus tard, les Pères de l'Église en ont fait l'emblème aux quatre Évangélistes: le lion pour Marc, le taureau pour Luc, l'homme pour Matthieu et l'aigle pour Jean. Ils accompagnent souvent les représentations du Christ en majesté.

## Dans les arts martiaux
Les cinq animaux classiques du Shaolin quan sont le dragon, le tigre, la grue, le léopard et le serpent.

## Dans l'ésotérisme

### Dans les initiations
- En Germanie, les berserkir constituent des groupes de guerriers spécialement voués à Odhinn. Il se revêtent de peau d'ours[13].

### En alchimie
Une très riche imagerie anime le monde des alchimistes. Les diverses étapes du Grand Œuvre et les noms des substances utilisées ou obtenues prend beaucoup dans le monde animal: "aile de corbeau", "lion vert"…

### En astrologie
Les douze signes du Zodiaque occidental sont, dans l'ordre: Bélier, Taureau, Gémeaux, Cancer, Lion, Vierge, Balance, Scorpion, Sagittaire, Capricorne, Verseau, Poissons. Seuls Gémeaux, Vierge, Balance et Verseau ne sont pas des animaux.
Les douze signes animaux du zodiaque (生肖 shengxiao) chinois sont, dans l’ordre, : le rat, bœuf, tigre, lapin, dragon, serpent, cheval, mouton (ou « chèvre »), singe, coq, chien, et porc.

### Dans la divination
À Rome les oiseaux oscines (« dont la voix sert de présage ») ont un chant et une direction qui servent de présage, par opposition aux oiseaux alites (« ailes ») qui donnent des signes par leur vol et leur comportement. L'oiseau symbolise le lien entre Ciel et Terre.
Au Cameroun, la mygale déplace, en sortant de son trou, des feuilles sur lesquelles sont tracés les signes particuliers de la famille consultable, et elle les oriente de manière significative. Les Baggba (du Mossi) s’adressent aux souris qui, dans une case spéciale, viennent trottiner sur une table de sable ornée de soixante-dix figures dessinées par le devin. Chez les Dogon, c’est le yurugu (chacal ou renard pâle) qui est sollicité. À la tombée de la nuit, le spécialiste trace une table de divination, soit six rectangles réparties sur trois rangées de largeur. L’ensemble forme le plan idéal de l’univers: A représente le monde céleste, B le monde terrestre, et le C le monde souterrain. Sur cette figure on jette des arachides afin d’attirer le renard. Au petit matin, le devin interprète les traces de l’animal.